# Vienne (département)
Ne doit pas être confondu avec la ville autrichienne de Vienne (Autriche) et la ville française de Vienne (Isère)
Pour les articles homonymes, voir Vienne.
La Vienne (/vjɛn/ ) est un département français traversé par la rivière éponyme, la Vienne.
Cinquième département le plus étendu de la région Nouvelle-Aquitaine et 17e plus grand département de France métropolitaine.
Les habitants de la Vienne sont appelés les Poitevins ou Viennois (ce dernier nom est assez peu utilisé par les habitants du département).
L'Institut national de la statistique et des études économiques (Insee) et La Poste lui attribuent le code 86.
Labellisé « Terre de Jeux 2024 » — label de Paris 2024 à destination des collectivités — le département accueille sur son territoire le passage du relais de la flamme.

## Géographie

### Cadre géographique
Le département de la Vienne, qui s'étend sur 6 990 km2, se situe dans la partie septentrionale de la région Nouvelle-Aquitaine.
Dans la région Nouvelle-Aquitaine, il voisine à l'ouest avec le département des Deux-Sèvres, au sud avec celui de la Charente et au sud-est avec la Haute-Vienne.
La Vienne est limitrophe dans sa bordure nord-ouest du département de Maine-et-Loire qui relève de la région Pays de la Loire, il est limité au nord et à l'est par les départements d'Indre-et-Loire et de l'Indre qui appartiennent à la région Centre-Val de Loire.

Paysages de la Vienne :
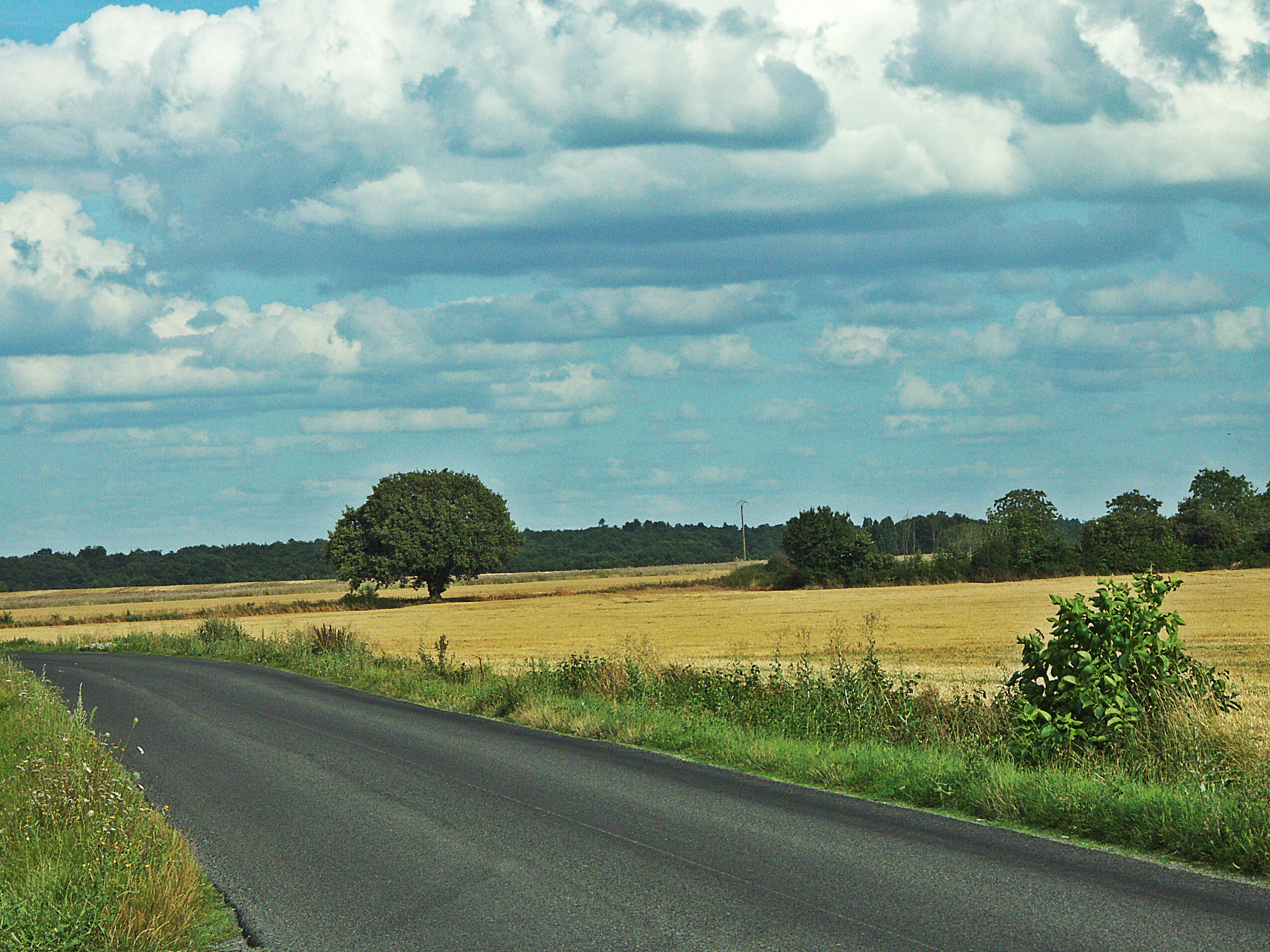
Campagne viennoise.
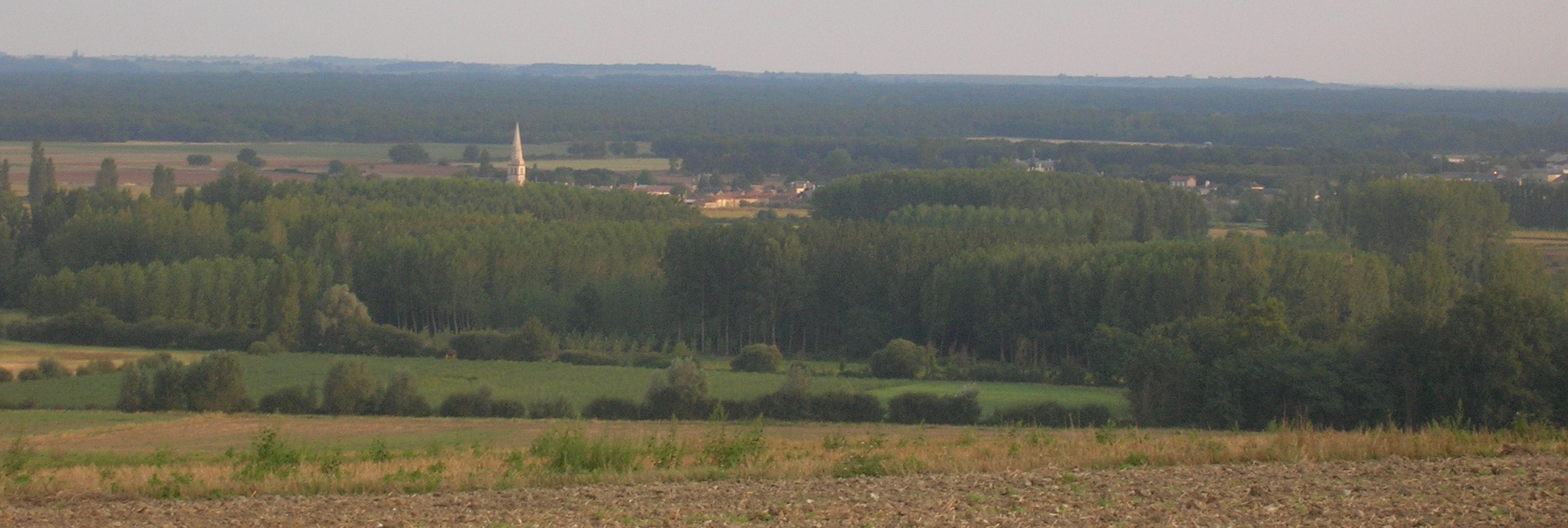
Angliers, au nord du département.

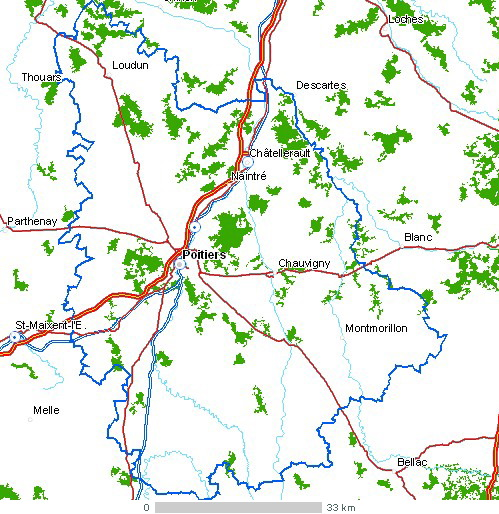
Carte de la Vienne.

### Cadre administratif
Sur le plan administratif, la Vienne est divisée en 3 arrondissements, 19 cantons, 7 intercommunalités et 265 communes.

## Histoire

La Vienne et les provinces qui occupaient son territoire avant 1790 : le Poitou, l'Anjou, la Touraine et la Marche.

Le département a été créé à la Révolution française, le 4 mars 1790, en application de la loi du 22 décembre 1789, à partir d'une portion de la province du Poitou et d'une partie de l'Anjou avec le rattachement du sud du Saumurois (région du Loudunais, dépendant du gouverneur de Saumur).
Le Loudunais et le Mirebalais appartenaient auparavant à la province d'Anjou, depuis le milieu du Moyen Âge et sa conquête sur le comté de Poitiers. Loudun dépendait du gouverneur de Saumur, Mirebeau relevait de la Sénéchaussée de Saumur.

Carte du département de la Vienne en 1790.

Le triangle Loudun, Mirebeau et Moncontour, constituant le Loudunais, reste détaché du Poitou et dépendra du gouvernement de Saumur et du Saumurois jusqu'à la Révolution française et la création des départements français.
Sur le plan religieux, le Loudunais faisait partie du diocèse de Poitiers.
À sa création, le département de la Vienne était divisé en six districts : Loudun, Poitiers, Châtellerault, Civray, Montmorillon, Lusignan ; puis en cinq arrondissements : Poitiers, Châtellerault, Loudun, Montmorillon et Civray. En 1926, les arrondissements de Loudun et Civray sont supprimés. Le premier est rattaché à celui de Châtellerault et le deuxième rejoint celui de Montmorillon.

### Seconde Guerre mondiale
Lors de la Seconde Guerre mondiale, le département accueille environ 54 000 réfugiés du département de la Moselle à partir du mois de septembre 1939, y compris l’École normale de Metz, en plus des réfugiés espagnols internés au camp de la route de Limoges à Poitiers. Il doit encore accueillir les réfugiés de Gironde en 1941, les enfants réfugiés de Seine-et-Oise (1942), les 30 000 Nantais victimes des bombardements de 1943, les habitants chassés de la zone côtière de Charente-Maritime en 1944. En mai-juin 1940, le gouvernement belge s’installe à Poitiers, son parlement s’installant à Limoges. En fin juin, le département fait l’objet d’une invasion étrangère pour la première fois depuis le XIVe siècle et est coupé en deux par la ligne de démarcation. 20 000 Allemands y stationnent.
Le camp de la route de Limoges, proche de Poitiers, sur la route nationale 147, qui avait servi à recevoir les réfugiés espagnols en 1939, est également utilisé par la Kommandantur de Poitiers dès la fin de 1940 pour y enfermer les Tsiganes. À partir du 15 juin 1941[réf. nécessaire], elle y parqua de façon provisoire les Juifs, avant de les acheminer vers le camp de Drancy. Très peu d’entre eux purent être sauvés à cause de la très bonne collaboration de la Kommandantur et de la préfecture. Au total, près de 1 600 Juifs furent envoyés vers Drancy à partir de ce camp, dont le rabbin Élie Bloch, mort à Auschwitz. Ce camp reçoit aussi les militantes communistes et les épouses de résistants et les réfractaires au STO à partir de janvier 1944.
Le premier réseau de Résistance organisé du département est le réseau Renard, du nom de son chef Louis Renard, qui le met en place à partir d’octobre 1940. Ce réseau, d’information essentiellement mais qui s’étendait, est démantelé par les Allemands avec la police française en août 1942. Cent résistants sont arrêtés, et quinze meurent en Allemagne. Parallèlement, les effectifs de la Résistance dans le département croissent, pour passer de 500 hommes mi-1943, à plusieurs milliers en juin 1944 (3 300 selon Calmon, 5 000 selon Stéphane Simonnet). Les principaux maquis se trouvent dans le sud du département, où le bocage les favorise, et dans la forêt de Scévolles, au sud de Loudun. Les FTP rejoignent les FFI du colonel Chêne en juillet, qui atteignent des effectifs de 12 000 hommes en septembre. Aidés par les équipes Jedburgh et les SAS (deux commandos de 56 et 46 hommes), les FFI harcèlent les Allemands à la fin de la guerre.
Ces combats, souvent violents, opposent les FFI à la Milice et les troupes allemandes à partir du 10 juin au 15 août. Du 22 au 31 août, celles-ci abandonnent Poitiers à la suite du débarquement de Provence, et la colonne Elster traverse la Vienne le 3 septembre. Les Allemands ont fusillé 200 Poitevins ; 188 FFI sont morts au combat, 110 ont été blessés.

### Reconstruction
À la fin de la guerre, des prisonniers de guerre sont répartis sur le territoire, parfois dans d’anciens camps allemands :
- à la Chauvinerie : 7 300 PG ;
- à Rouillé : 900 officiers.

Au 1er janvier 2016 la région Poitou-Charentes, à laquelle appartenait le département, fusionne avec les régions Aquitaine et Limousin pour former la région Nouvelle-Aquitaine.

## Emblèmes

### Proposition de blason
| Blason | Blasonnement : « de gueules au pal ondé d’argent, accompagné de cinq châteaux d'or maçonnés de sable et donjonnés de trois tourelles de même, ordonnés en sautoir et brochant sur le tout. » Commentaires : Armoiries proposées par Robert Louis. Ce sont les armes du Poitou avec un pal ondé évoquant la Vienne. |

## Climat
La Vienne possède un climat à forte dominance océanique. En effet sa position proche de l'Atlantique à l'ouest du continent européen lui assure un climat plutôt frais l'été et doux l'hiver. En témoigne la moyenne annuelle des températures du département de 14,4 °C. Pour ce qui est des précipitations, elles s'échelonnent de 600 mm à 850 mm suivant la position géographique au nord ou au sud du département. La durée d'insolation moyenne se situe proche de 1 900 heures par an.

### Quelques records
- Froid : −17,9 °C le 16 janvier 1985 ; année la plus froide : 1963 (moyenne annuelle de 14,45 °C).
- Chaleur : 40,8 °C le 27 juillet 1947 ; année la plus chaude : 2011 (moyenne annuelle de 18,21 °C).
- Précipitations max. en 24 h : 92,3 mm[Quand ?] ; année la plus pluvieuse : 1960 (149 jours de précipitation).

## Économie
L'ancienne Manufacture d'armes de Châtellerault, créée en 1819 et fermée en 1968. Les bâtiments sont utilisés depuis cette date pour abriter le centre Afpa local, un musée des archives de l'armement, une patinoire ainsi qu'un conservatoire dans les anciens bureaux.
Depuis la création du Futuroscope par René Monory (alors président du Conseil général de la vienne) en 1987, le tourisme dans la Vienne occupe une place de plus en plus importante dans l'économie du département, avec la mise en place de nombreuses autres offres touristiques, et un parc hôtelier et d'hébergement important, notamment autour de Poitiers et du Futuroscope. 

## Démographie
En 2022, le département comptait 438 688 habitants, en évolution de +0,6 % par rapport à 2016 (France hors Mayotte : +2,11 %).
| 1791 | 1801    | 1806    | 1821    | 1826    | 1831    | 1836    | 1841    | 1846    |
| ---- | ------- | ------- | ------- | ------- | ------- | ------- | ------- | ------- |
| -    | 240 990 | 252 351 | 260 697 | 267 670 | 282 731 | 288 002 | 294 250 | 308 391 |

| 1851    | 1856    | 1861    | 1866    | 1872    | 1876    | 1881    | 1886    | 1891    |
| ------- | ------- | ------- | ------- | ------- | ------- | ------- | ------- | ------- |
| 317 305 | 322 585 | 322 028 | 324 527 | 320 598 | 330 916 | 340 295 | 342 785 | 344 355 |

| 1896    | 1901    | 1906    | 1911    | 1921    | 1926    | 1931    | 1936    | 1946    |
| ------- | ------- | ------- | ------- | ------- | ------- | ------- | ------- | ------- |
| 338 114 | 336 343 | 333 621 | 332 276 | 306 248 | 310 474 | 303 072 | 306 820 | 313 932 |

| 1954    | 1962    | 1968    | 1975    | 1982    | 1990    | 1999    | 2006    | 2011    |
| ------- | ------- | ------- | ------- | ------- | ------- | ------- | ------- | ------- |
| 319 208 | 331 619 | 340 256 | 357 366 | 371 428 | 380 005 | 399 024 | 418 460 | 428 447 |

| 2016    | 2021    | 2022    | - | - | - | - | - | - |
| ------- | ------- | ------- | - | - | - | - | - | - |
| 436 069 | 439 385 | 438 688 | - | - | - | - | - | - |

La densité de population de la Vienne qui s'établit à 62,8 hab./km2 en 2022 demeure cependant inférieure à celle de la région Nouvelle-Aquitaine qui, à la même date, s'établit à 72,7 hab./km2. Cette densité est largement inférieure à celle de la France métropolitaine qui est de 107,1 hab./km2. Il s'agit d'un département moyennement peuplé mais il existe à l'intérieur de ses limites de vrais contrastes de peuplement. En effet, la concentration de population est établie majoritairement le long de la vallée du Clain sur l'axe Poitiers-Châtellerault, qui constitue l'épine dorsale de la Vienne et le foyer principal des activités humaines et économiques.

### Communes les plus peuplées
| Nom                   | Code Insee | Intercommunalité       | Superficie (km2) | Population (dernière pop. légale) | Densité (hab./km2) | Modifier                                    |
| --------------------- | ---------- | ---------------------- | ---------------- | --------------------------------- | ------------------ | ------------------------------------------- |
| Poitiers              | 86194      | CU Grand Poitiers      | 42,11            | 89 472 (2022)                     | 2 125              | modifier les données · modifier les données |
| Châtellerault         | 86066      | CA Grand Châtellerault | 51,93            | 31 105 (2022)                     | 599                | modifier les données · modifier les données |
| Buxerolles            | 86041      | CU Grand Poitiers      | 9,10             | 10 253 (2022)                     | 1 127              | modifier les données · modifier les données |
| Jaunay-Marigny        | 86115      | CU Grand Poitiers      | 48,29            | 7 597 (2022)                      | 157                | modifier les données · modifier les données |
| Saint-Benoît          | 86214      | CU Grand Poitiers      | 13,58            | 7 306 (2022)                      | 538                | modifier les données · modifier les données |
| Chauvigny             | 86070      | CU Grand Poitiers      | 95,82            | 7 037 (2022)                      | 73                 | modifier les données · modifier les données |
| Loudun                | 86137      | CC du Pays loudunais   | 43,77            | 6 791 (2022)                      | 155                | modifier les données · modifier les données |
| Migné-Auxances        | 86158      | CU Grand Poitiers      | 28,96            | 6 276 (2022)                      | 217                | modifier les données · modifier les données |
| Vouneuil-sous-Biard   | 86297      | CU Grand Poitiers      | 25,98            | 6 245 (2022)                      | 240                | modifier les données · modifier les données |
| Naintré               | 86174      | CA Grand Châtellerault | 24,86            | 5 954 (2022)                      | 240                | modifier les données · modifier les données |
| Montmorillon          | 86165      | CC Vienne et Gartempe  | 57,00            | 5 867 (2022)                      | 103                | modifier les données · modifier les données |
| Saint-Martin-la-Pallu | 86281      | CC du Haut Poitou      | 93,87            | 5 663 (2022)                      | 60                 | modifier les données · modifier les données |
| Neuville-de-Poitou    | 86177      | CC du Haut Poitou      | 17,06            | 5 465 (2022)                      | 320                | modifier les données · modifier les données |
| Mignaloux-Beauvoir    | 86157      | CU Grand Poitiers      | 21,56            | 5 224 (2022)                      | 242                | modifier les données · modifier les données |
| Chasseneuil-du-Poitou | 86062      | CU Grand Poitiers      | 17,61            | 4 776 (2022)                      | 271                | modifier les données · modifier les données |

## Culture

### Langue régionale
Vers 1835, d'après Abel Hugo, les paysans de l'arrondissement de Châtellerault et d'une partie de celui de Montmorillon, parlaient un français incorrect, mêlé d'anciennes expressions du XVIe siècle, telles qu'on en trouve dans Amyot.
Concernant la prononciation de l'époque, Ils mouillaient comme les Italiens le [g] et le [l] réunis et prononçaient [ou] la plupart des [o]. Ils faisaient sentir fortement la lettre [e] dans tous les mots ou s'emploie la voyelle composée [eau] et supprimaient le [i] dans les terminaisons en -ien (comme dans soutien, chien, etc). D'autre part, leur manière de parler était très accentuée.

## Politique
- Liste des députés de la Vienne
- Liste des sénateurs de la Vienne
- Liste des conseillers généraux de la Vienne

### Composition politique
| Parti                              | Sigle | Sigle | Élus |
| ---------------------------------- | ----- | ----- | ---- |
| Opposition (7 sièges)              |       |       |      |
| Parti socialiste                   |       | PS    | 7    |
| Majorité (28 sièges)               |       |       |      |
| Union pour la Vienne               |       | DVD   | 28   |
| Non-inscrits (3 sièges)            |       |       |      |
|                                    |       |       |      |
| Président du Conseil départemental |       |       |      |
| Alain Pichon (DVD)                 |       |       |      |

## Administration
- Liste des préfets de la Vienne

| Poitiers Châtellerault Montmorillon Loudun Moncontour Mirebeau Dangé-Saint-Romain La Roche-Posay Naintré Jaunay-Clan Chasseneuil-du-Poitou Neuville-de-Poitou Migné-Auxances Chauvigny Saint-Savin Lussac-les-Châteaux Lathus-Saint-Rémy L'Isle-Jourdain Availles-Limouzine Civray Couhé Lusignan Latillé Gençay Buxerolles Saint-Julien-l'Ars Saint-Benoît |

| Poitiers Châtellerault Montmorillon Loudun Moncontour Mirebeau Dangé-Saint-Romain La Roche-Posay Naintré Jaunay-Clan Chasseneuil-du-Poitou Neuville-de-Poitou Migné-Auxances Chauvigny Saint-Savin Lussac-les-Châteaux Lathus-Saint-Rémy L'Isle-Jourdain Availles-Limouzine Civray Couhé Lusignan Latillé Gençay Buxerolles Saint-Julien-l'Ars Saint-Benoît |

## Transports
La région Nouvelle-Aquitaine a repris la gestion des transports interurbains et des transports scolaires sur son territoire (à l'exclusion des périmètres de transport urbain de Châtellerault et Poitiers). Le réseau Lignes en Vienne est composé de 18 lignes qui irriguent quotidiennement le département.

### Réseau routier
Le département de la Vienne est desservi par l'A10, ce qui lui confère une position stratégique pour le tourisme bien que ce soit un département de transition entre le Nord de la France (Paris) et le Sud de la France (Bordeaux). Châtellerault, Chasseneuil-du-Poitou au nord de l'agglomération poitevine (Futuroscope) et Poitiers sont desservies par l'autoroute.
L'autoroute est venue doubler la Nationale 10 (voie Paris-Bayonne) qui traverse également le département. Les villes de Poitiers, Vivonne et Couhé sont notamment traversées. Au nord de Poitiers, la N10 a été déclassée en 2006 sous le nom de D 910.
D'autres routes nationales partent de Poitiers : la N147 (Limoges) et la N149 (Nantes).

### Réseau ferroviaire
La caractéristique du réseau ferroviaire du département est de favoriser les relations avec Bordeaux, Nantes et Paris tout en délaissant le bord du département. Ainsi, il n’y a aucune desserte voyageur entre Poitiers et Loudun. Cette situation entretient l’enclavement de cette partie du département. La ville de Loudun est uniquement reliée par TER à Thouars et à Tours.
L’axe économique de la Vienne : Poitiers-Châtellerault est très bien desservi puisque 8 gares ont été construites entre les deux villes. La ligne TER Poitiers-Tours qui les dessert propose en moyenne, par ailleurs, plus d’une dizaine de trajets aller/retour par jour. À ces dessertes, il faut rajouter celles assurées par les lignes de TGV Atlantique mais sur une voie ferrée classique.
Cette desserte ferroviaire est complétée par les lignes TER Poitiers-Angoulême, Poitiers-Niort et Poitiers-La Rochelle qui relient la Vienne aux autres départements limitrophes de Nouvelle-Aquitaine .
Le département dispose de 3 gares TGV : Châtellerault , Poitiers, et Futuroscope. Poitiers est ainsi à 1h20 environ de Paris-Montparnasse avec une vingtaine de trajets aller-retour assurés par jour.
La ligne LGV Sud Europe Atlantique, mise en service en juillet 2017, contribue à rapprocher encore un peu plus la Vienne de Paris et de Bordeaux, la capitale de la région. Il était prévu de construire une LGV entre Poitiers et Limoges qui permettrait de relier les deux villes en 45 minutes, mais le projet a été abandonné en 2018. Les études avaient été lancées en 2003 pour un projet mais la date de réalisation était sans cesse repoussée.

### Desserte aéroportuaire
L'aéroport de Poitiers-Biard est la principale infrastructure de transport pour relier rapidement le département aux grandes régions économiques européennes. Il s’est développé réellement à partir de 2001 avec l’arrivée de compagnies à bas coûts et l’ouverture d’une ligne sur Londres.
Toutefois, il n’existe pas de véritable dynamique régionale autour de la question du développement de la desserte aéroportuaire et on constate la permanence de la coexistence de plusieurs aéroports de tailles très modestes.

## Jumelages
- Wrocław (Pologne)